# Agelena longipes
Agelena longipes es una especie de araña del género Agelena, familia Agelenidae. Fue descrita científicamente por Carpenter en 1900.

## Distribución
Esta especie se encuentra en Bretaña.